# Humenský vrch
Humenský vrch (dříve Humberk nebo německy Hahnberg) je 246 m n. m. vysoký vrch v okrese Litoměřice Ústeckého kraje. Leží asi jeden kilometr severozápadně od Keblic v jejich katastrálním území.
Vrch leží pod svahy Českého středohoří v blízkosti dálnice D8 z Prahy do Drážďan. Jedná se o místo s kruhovým výhledem na panorama centrální části Českého středohoří, dále též na zříceninu hradu Hazmburk na jihozápadě, Říp na jihovýchodě a Terezín na jihu. Nedaleko odsud se ve vzdálenosti asi 500 metrů jihozápadním směrem za dálnicí D8 se nachází zřícenina letohrádku Windsor.

## Geomorfologické zařazení
Geomorfologicky vrch náleží do celku Dolnooharská tabule, podcelku Hazmburská tabule, okrsku Klapská tabule a podokrsku Chotěšovská tabule.

## Zajímavost
Roku 1854 se zde zastavil arcivévoda Maxmilián (pozdější císař Maxmilián I. Mexický).